# ジェームズ・ウィード
ジェームズ・オースティン・ウィード（James Austin Weed、1835年 - 没年不詳）は、明治時代にお雇い外国人として来日したアメリカ合衆国の農学者、技術者である。

## 経歴・人物
1873年（明治6年）に当時官選京都府知事だった槇村正直や殖産興業政策を提示した後に初代京都府議会議長を務める山本覚馬らの招聘により、来日する。来日後は鴨川東岸の牧畜場の創設に携わり、1876年（明治9年）に開設された、京都府農牧学校（現在の京都府立須知高等学校）の教師となった。以後1879年（明治12年）に契約満了により閉校するまで同学校で教鞭を執った。なお現在の京都府立須知高等学校が展開している学校林の名称である「ウィードの森」は、彼の名に因んで名づけられている。